# Diplotaxis beyeri
Diplotaxis beyeri är en skalbaggsart som beskrevs av Schaeffer 1907. Diplotaxis beyeri ingår i släktet Diplotaxis och familjen Melolonthidae. Inga underarter finns listade i Catalogue of Life.